# Global Warming Petition Project
Le Global Warming Petition Project, également appelé pétition d’Oregon, est une pétition exhortant le gouvernement des États-Unis à rejeter le protocole de Kyoto de 1997 sur le réchauffement de la planète et les politiques associées, allant ainsi à l'encontre du consensus scientifique sur le réchauffement climatique.
La pétition a été critiquée comme étant conçue pour désinformer le public à propos des résultats scientifiques et du consensus obtenu dans la recherche sur le réchauffement climatique.

## Histoire et signataires
La pétition a été organisée et diffusée par Arthur B. Robinson, président de l'Institut des sciences et de la médecine de l'Oregon, décrit comme un « petit groupe de recherche indépendant », en 1998 et à nouveau en 2007.  Frederick Seitz, alors président du George C. Marshall Institute, a écrit une lettre d'accompagnement, signée avec le titre « d'Ancien président de la National Academy of Sciences États-Unis, président émérite de l'Université Rockefeller »,,.  
Robinson a affirmé en 2008 que la pétition comptait plus de 31 000 signataires, dont 9 000 titulaires d'un doctorat.  La plupart des signataires sont titulaires d'un diplôme d'ingénieur. Le rapport de 2009 du Groupe d'experts non gouvernemental sur le changement climatique (NIPCC) — un groupe qui « conteste la réalité du changement climatique provoqué par l'homme » — répertorie 31 478 signataires dont 9 029 titulaires d'un doctorat.

## Texte de la pétition
Le texte du projet de pétition pour le réchauffement climatique est le suivant : 
 Nous exhortons le gouvernement des États-Unis à rejeter l'accord sur le réchauffement de la planète signé à Kyoto en décembre 1997 et toute autre proposition similaire. Les limites proposées sur les gaz à effet de serre nuiraient à l’environnement, entraveraient les progrès de la science et de la technologie et porteraient atteinte à la santé et au bien-être de l’humanité. 
 Il n’existe aucune preuve scientifique convaincante que les rejets de dioxyde de carbone, de méthane ou d’autres gaz à effet de serre provoquent ou risquent, dans un avenir proche, de provoquer un réchauffement catastrophique de l’atmosphère terrestre et de perturber son climat. De plus, il existe des preuves scientifiques substantielles que l’augmentation du dioxyde de carbone atmosphérique produit de nombreux effets bénéfiques sur les environnements naturels des plantes et des animaux de la Terre. 
 Avec la lettre d'accompagnement de Seitz (voir ci-dessus), la pétition a été distribuée avec un manuscrit et une réimpression d'un éditorial de décembre 1997 du Wall Street Journal (« La science a parlé: le réchauffement climatique est un mythe ») par Arthur et Zachary Robinson . La version actuelle de la lettre de Seitz décrit le résumé comme « un examen de douze pages d'informations sur le sujet du " réchauffement planétaire " ».  L'article s'intitule « Effets environnementaux de l'augmentation du dioxyde de carbone dans l'atmosphère » d'Arthur B. Robinson, de Noah E. Robinson, de Sallie Baliunas et de Willie Soon,,.   

## Critiques sur l'authenticité des signatures
Le processus de vérification et l'authenticité des signataires ont été mis en doute. 
Jeff Jacoby a promu la pétition de l'Oregon Institute lors de la convocation des délégués à la Convention-cadre des Nations Unies sur les changements climatiques en 1998. Jacoby, un éditorialiste du Boston Globe, a déclaré que les organisateurs de l'événement « tiennent pour acquis » que le réchauffement climatique est une réalité lorsque les scientifiques ne sont pas d'accord « que de plus grandes concentrations de CO2 soient nocives » ou que « l'activité humaine conduise au réchauffement planétaire ». George Woodwell et John Holdren, deux membres de l'Académie nationale des sciences, ont répondu à Jacoby dans l' International Herald Tribune, décrivant la pétition comme une « farce » en partie parce que « les signataires sont répertoriés sans titre ni affiliation permettant une évaluation de leurs références. ». Myanna Lahsen a déclaré : « En supposant que tous les signataires aient déclaré leurs informations d'identification avec précision, les climatologues agréés figurant sur la liste sont très peu nombreux ». Le problème est aggravé, note Lahsen, car des personnes critiques vis-à-vis de la pétition « ont ajouté des noms factices pour illustrer le manque de responsabilité de la pétition ». Parmi les noms fantasques figurant sur la liste figuraient des personnages fictifs de l'émission télévisée M * A * S * H, du film Star Wars, des membres du groupe Spice Girls, Geri Halliwell, le naturaliste anglais Charles Darwin (décédé en 1882) et de faux noms comme "IC Ewe". 
Interrogée au sujet de la chanteuse lors d'un entretien téléphonique avec Joseph Hubert d'Associated Press, Robinson a reconnu que son diplôme en microbiologie était inauthentique, soulignant que « lorsque nous obtenons des milliers de signatures, il est impossible de filtrer un faux ». Un examen rapide par Todd Shelly du Hawaii Reporter a révélé des entrées en double, des noms uniques dépourvus de tout initiale et même des noms de société. « Ces exemples soulignent une faiblesse majeure de la liste: il n’existe aucun moyen de vérifier l’authenticité des noms. Les noms sont donnés mais aucune information d'identification (par exemple, affiliation institutionnelle) n'est fournie ». Selon le site Web de Petition Project, le problème de la duplication a été résolu. Kevin Grandia a formulé des critiques similaires, affirmant que, bien que le site Web de Petition Project présente une ventilation des domaines de compétence, il ne parvient pas à associer les 0,5% des signataires qui prétendent avoir une formation en climatologie et en science de l'atmosphère, sans faire de vérification indépendante. « Cela donne une liste déjà discutable à une liste complètement insignifiante ». 

En 2001, Scientific American a sélectionné un échantillon aléatoire « de 30 des 1 400 signataires prétendant être titulaires d'un doctorat en sciences du climat ». 
 Sur les 26 que nous avons pu identifier dans diverses bases de données, 11 ont indiqué qu'ils étaient toujours d'accord avec la pétition : l'un était un chercheur actif en matière de climat, deux autres avaient une expertise pertinente et huit ont signé sur la base d'une évaluation informelle. Six ont déclaré qu'ils ne signeraient pas la pétition aujourd'hui, trois ne se souvenaient pas d'une telle pétition, un était décédé et cinq n'ont pas répondu à des messages répétés. Extrapolant grossièrement, les partisans de la pétition incluent un noyau d'environ 200 chercheurs climatologues – un nombre respectable, bien qu'il s'agisse plutôt d'une petite fraction de la communauté climatologique. 
 L'ancien correspondant de New Scientist, Peter Hadfield, a déclaré que les scientifiques ne sont pas des experts sur tous les sujets. Au contraire, ils doivent se spécialiser : 
 Entre Aaagard et Zylkowski, les noms et prénoms figurant sur la pétition regroupent des métallurgistes, des botanistes, des agronomes, des chimistes organiques, etc. […] La grande majorité des scientifiques qui ont signé la pétition n’ont jamais étudié la climatologie et ne font aucune recherche à ce sujet. Peu importe si vous avez un  doctorat. Un doctorat en métallurgie vous rend meilleur en métallurgie. Cela ne vous transforme pas en une sorte d’expert en paléoclimatologie. […] Ainsi, le sous-entendu de la pétition suggèrant que tous ceux qui possèdent un diplôme en métallurgie ou en géophysique en savent beaucoup sur le changement climatique, ou connaîsent bien toutes les recherches qui y ont été effectuées, est une pure connerie,.

## Polémique NAS
Un manuscrit accompagnant la pétition a été présenté dans un style et un format presque identiques à ceux publiés dans la revue Proceedings de la National Academy of Sciences,  mais après un examen attentif, il était distinct d'une publication de la US National Academy of Sciences . Raymond Pierrehumbert, scientifique de l'atmosphère à l'Université de Chicago, a déclaré que la présentation était « conçue pour être trompeuse en donnant aux gens l'impression que l'article… est une réimpression et qu'il a passé avec succès l'examen par les pairs ». Pierrehumbert a également déclaré que la publication était pleine de « demi-vérités ». F. Sherwood Rowland, qui était à l'époque secrétaire aux affaires étrangères de l'Académie nationale des sciences, a déclaré que l'Académie avait reçu de nombreuses demandes de la part de chercheurs qui « se demandent si quelqu'un essaie de les tromper ». 
Après la parution de la pétition, la National Academy of Sciences a déclaré dans un communiqué de presse de 1998 que "le Conseil de la NAS souhaite préciser que cette pétition n’a rien à voir avec la National Academy of Sciences et que le manuscrit n’a pas été publié dans les Actes de l’Académie nationale des sciences ou de toute autre revue évaluée par des pairs. "  "La pétition ne reflète pas les conclusions des rapports d'experts de l'Académie". La NAS a en outre noté que sa propre étude publiée précédemment avait montré que « même en raison des incertitudes considérables sur notre connaissance des phénomènes pertinents, le réchauffement à effet de serre constitue une menace potentielle suffisante pour mériter des réponses rapides. L'investissement dans des mesures d'atténuation agit comme une protection d'assurance contre les grandes incertitudes et la possibilité de surprises dramatiques. »

Dans un article paru en 1998, Robinson répondait dans un article de Science : « J'ai utilisé les Actes comme modèle, mais seulement pour mettre les informations dans un format que les scientifiques aiment lire, et non pour tromper les gens en leur faisant croire que cela provient d'un journal. » . Un article de 2006 dans le magazine Vanity Fair a déclaré : 
 Aujourd'hui, Seitz admet que "c'était stupide" pour les activistes de l'Oregon de copier le format de l'académie. Néanmoins, il ne comprend pas pourquoi l'académie s'est sentie obligée de désavouer la pétition, qu'il continue de citer comme preuve que "ce n'est pas vrai" qu'il existe un consensus scientifique sur le réchauffement climatique 